# Joachim Cochlovius
Dr. Joachim Cochlovius (* 29. srpna 1943 v Teplicích) je německý luterský evangelikální teolog a spisovatel.
Cochlovius působí jako pastor Hannoverské zemské evangelicko-luterské církve. Ve své pastorační i publikační činnosti se zaměřuje na manželské poradenství. Byl iniciátorem provolání „Pastýřská pomoc namísto církevního uznání stejnopohlavního partnerství“ (2003).